# Pauw (ster)
Pauw (Peacock, alpha Pavonis) is de helderste ster in het sterrenbeeld Pauw (Pavo). Het is een type B subreus.
De ster maakt deel uit van de Pleiadengroep.